# Topas
Topas és un municipi de la província de Salamanca a la comunitat autònoma de Castella i Lleó. Limita al Nord amb El Cubo de Tierra del Vino, El Maderal i Villamor de los Escuderos, a l'Est amb Aldeanueva de Figueroa i Tardáguila, al Sud amb Torreperales (Negrilla de Palencia), Palencia de Negrilla i Valdunciel i a l'Oest amb Valdelosa.

## Demografia
| 1991 | 1996 | 2001 | 2004 |
| ---- | ---- | ---- | ---- |
| 769  | 722  | 723  | 695  |